# Ebbe Munk
 Ikke at forveksle med Ebbe Munck.
Ebbe Munk (født 29. september 1950 i København) er en dansk dirigent.
Han blev uddannet ved Musikvidenskabeligt Institut i København (cand.mag. 1978). Han har studeret korledelse i München, Dresden, Budapest og USA.
Han dannede i 1986 kammerkoret Vox Danica, med hvem han modtog 1.Prix de Chant Choral ved den internationale korkonkurrence i Narbonne i Frankrig.
Han var leder af Sankt Annæ Gymnasiekor 1982-1991
Siden 1991 og op til 2020 har han været kunstnerisk og administrativ leder af Københavns Drengekor / Det Kongelige Kantori og domkantor ved Vor Frue Kirke i København.
Han grundlagde i 2003 Københavns Barokensemble. Han har også samarbejdet med specialensembler som Concerto Copenhagen, Athelas Ensemblet, Canzone og Dufay Collective i London og Ensemble Lascaris i Frankrig.
Med Københavns Drengekor har han givet koncerter over hele verden, og har virket som jurymedlem ved korkonkurrencer bl.a. i Princeton, Hanoi, Brasilia, Festival des Cathédrales de Picardie, Concours Liliane Bettencourt, Nordklang i Finland og Big Sing i New Zealand.
Han har for sit arbejde med Københavns Drengekor modtaget Pro Europa Prisen og Den Danske Frimurerordens Kulturpris, i 2003 - ligeledes sammen med Københavns Drengekor - Prix Chant Choral Liliane Bettencourt i Paris og samme år Danish Music Awards for sin indspilning af Buxtehudes kantater.
Han er formand for det internationale samarbejde om at nominere den klassiske europæiske drengekorstradition til optagelse på UNESCOs Representative List for Intangible Cultural Heritage of Humanity.
I 2020 er han årets modtager af Gentofte Prisen.
Fra 2021 tiltræder han som Artistic Director ved Teapot Summer School, New Zealand's sommeruniversitet for korsangere, kordirigenter og komponister.
Ebbe Munk blev i 2000 slået til Ridder af Dannebrog af Dronning Margrethe II. I 2015 ophøjedes han til Ridder af 1.grad